# Johann Christoph Röhling
Johann Christoph Röhling (ur. 27 kwietnia 1757 w Gundershausen, zm. 19 grudnia 1813 w Massenheim) – niemiecki duchowny protestancki, botanik i mykolog.
Urodził się w biednej rodzinie tkacza w Gundershausen koło Darmstadt. Jako dziecko zainteresował się botaniką, zaczął także uczyć się łaciny. Początkowo uczył się w szkole w Darmstadt, w 1778 roku zaczął studiować teologię na Uniwersytecie w Gießen. W wolnym czasie uczył się botaniki, zajmował się też pszczelarstwem. W 1790 r. opublikował kilka anonimowych publikacji o pszczelarstwie. Po ukończeniu trzyletniego stażu przez 5 lat uczył dzieci pastora Bonhardta, który sponsorował jego studia. Gdy dzieci pastora przeniosły się do szkoły publicznej w Darmstadt, Röhling podjął pracę nauczycielską w sierocińcu we Frankfurcie nad Menem. W 1792 został proboszczem w Braubach, nadal zajmując się botaniką. W 1796 r. ukazało się pierwsze wydanie jego książki Deutschlands Flora (Flora Niemiec). Druga edycja ukazała się na krótko przed śmiercią autora. W 1800 roku został mianowany proboszczem w Breckenheim, w 1802 w Massenheim w wieku 56 lat.
W naukowych nazwach utworzonych przez niego taksonów dodawany jest skrót jego nazwiska Röhl.